# Vereinigte Wirtschaftsdienste
Infront  (vormals vwd Vereinigte Wirtschaftsdienste) ist ein deutscher Dienstleistungskonzern mit Sitz in Frankfurt am Main. Gegründet 1949 als Unternehmen für Wirtschafts- und Finanznachrichten wandelte sich die vwd zunächst zu einem Anbieter für Echtzeit-Finanzdaten und später zum Anbieter von Softwarelösungen in den Bereichen FinTech und RegTech. Im Jahr 2019 wurde die vwd von der norwegischen Infront Gruppe übernommen und der Markenname vwd in Folge weitgehend aufgegeben. Die Unternehmen und Produkte der vwd bestehen unter dem Namen Infront fort.

## Geschichte

### Unternehmensgründung
Während der Besatzungszeit in Deutschland zwischen 1945 und 1949 begannen die Besatzungsmächte auch mit dem Wiederaufbau des Nachrichtenwesens in Deutschland. In diesem Zuge wurden in den verschiedenen Besatzungszonen verschiedene Institutionen gegründet:
- Britische Besatzungszone: Deutscher Pressedienst, gegründet 1945 in Hamburg
- Amerikanische Besatzungszone: Deutsche Nachrichtenagentur, gegründet 1945 in Bad Nauheim
- Französische Besatzungszone: Rheinische Nachrichtenagentur, gegründet 1945 in Baden-Baden
- Sowjetische Besatzungszone: Allgemeiner Deutscher Nachrichtendienst, gegründet 1946 in Berlin

Neben der Versorgung mit allgemeinen Nachrichten war ein wesentliches Ziel der Westmächte jedoch vor allem die rasche Wiederbelebung der deutschen Wirtschaft. Um dieses Ziel zu erreichen, benötigte die deutsche Wirtschaft allerdings auch verlässliche Informationen über in- und ausländische Märkte. Um dies sicherzustellen, einigten sich die Amerikaner und Briten darauf, eine privatwirtschaftliche Organisation zu schaffen, welche die deutsche Industrie mit Informationen über ausländische Börsen, Märkte sowie Ein- und Ausfuhrbestimmungen versorgte. Zur gleichen Zeit bestanden auch bei der Agentur Reuters die Idee ihren deutschen Dienst wiederzubeleben. Reuters bot in diesem Zuge den Besatzungsmächten an, sich an der Gründung eines Unternehmens für Wirtschafts- und Finanzinformationen zu beteiligen. Diese Idee scheiterte jedoch daran, dass die Militärregierung keine ausländischen Investitionen zuließ.
Somit wurde die „Vereinigte Wirtschaftsdienste GmbH“ (vwd) am 24. Februar 1949 ohne Beteiligung von Reuters als unabhängiger Wirtschaftsdienst mit Sitz in der Zeil 101 in Frankfurt am Main gegründet. Die vwd wurde dabei als Non-Profit-Organisation gegründet, deren Profite dem Erhalt der Infrastruktur vorbehalten sein sollten. Des Weiteren sollte die vwd sich ohne finanzielle Beteiligung des Staates und ohne Subventionen tragen. Die vwd erhielt jedoch vertraglich die exklusiven Vertriebsrechte von Reuters Wirtschaftsnachrichten für den deutsche Markt. Die beteiligten Gründungsgesellschafter 1949 waren:
- Deutscher Pressedienst (dpd)
- Deutsche Nachrichtenagentur (DENA)
- Deutscher Wirtschaftsdienst (DWD)

Mit der Änderung der Investitions-Regeln der Alliierten konnte Reuters 1951 dann als weiterer Gesellschafter beitreten. Bis Anfang der 1960er wuchs die vwd zur größten Wirtschaftsnachrichtenagentur auf dem europäischen Kontinent.

#### Geschäftsfeld: Allgemeine Wirtschafts- und Brancheninformationen
| VWD Europa – Land- und Ernährungswirtschaft | VWD-Inland                | VWD Europa       |
| VWD-Kakao-Spezialdienst                     | VWD-Kautschuk             | VWD-Montan       |
| VWD-Kaffe-Übersee-Sonderdienst              | VWD-Wirtschaftsspiegel    | VWD Baumwolle    |
| VWD-Vertrauliche Informationen              | VWD-Pfeffer-Spezialdienst | VWD-Wolle        |
| VWD-Seide und Chemiefasern                  | VWD-Vieh und Fleisch      | VWD-Finanzen     |
| VWD-Hart- und Bastfasern                    | VWD-Getreide              | VWD-Energie      |
| VWD-Eier, Butter, Käse                      | VWD-Häute und Leder       | VWD-Stahl        |
| VWD-Wirtschaft und Technik                  | VWD-Öle und Fette         | VWD-Verarbeitung |
| VWD-Landwirtschaft und Ernährung            | VWD-Fischwirtschaft       | VWD-NE-Metalle   |
| VWD-Marktrundschau für Agrarprodukte        | VWD-Genussmittel          | VWD-Elektro      |
| VWD-Kaffee-Spezialdienst                    | Ost-West-Handel           | VWD-Chemie       |

Der Gründungsvertrag sah vor, dass die vwd die Bereitstellung von allgemeinen Wirtschaftsinformationen und spezieller Brancheninformationen für die deutsche Wirtschaft übernimmt.
Wesentlichstes Produkt war ab 1956 die Publikation Nachrichten für Außenhandel („NfA“). Die Zeitung bestand bereits in ähnlicher Form vor dem Krieg. Die Bundesauskunftsstelle für den Außenhandel („BfA“) entschied dieses Format wieder zu nutzen, um Informationen zum Thema Außenhandel zusammenzutragen. Zunächst übernahm der Deutsche Wirtschaftsdienst (DWD) diese Aufgabe und erstellte 1953 die erste Nachkriegsausgabe. Da diese Aufgabe aber im Widerspruch zum Gesellschaftsvertrag stand, entschied die DWD 1956 sämtliche Aufgaben bezüglich der „NFA“ sowie des Wochendienstes „Außenhandelsdienst der Industrie- und Handelskammern und Wirtschaftsverbände“ auf die vwd zu übertragen.
Parallel produzierte die vwd eine Vielzahl an Spezialdiensten für unterschiedliche Interessenlagen und Branchen der deutschen Wirtschaft. Gekennzeichnet waren diese Spezialdienste mit dem Kürzel „VWD“ vorangestellt. Mit der Gründung der Europäischen Union 1958 ergänzte die vwd ihr Angebot mit einer Spezialberichterstattung über die europäische Integration. Bis in die 1990er wurde das Nachrichtenangebot um diverse Spezialdienste ausgebaut. Das Angebot veränderte sich im Laufe der Jahre, auch den Veränderungen und Anforderungen der deutschen Wirtschaft folgend. Spezialdienste wurden ergänzt, eingestellt oder zusammengelegt.

#### Geschäftsfeld: Marktnahe Nachrichten für die deutsche Wirtschaft
Gemäß Gründungsvertrag sollte zudem die Bereitstellung von auf die deutsche Wirtschaft zugeschnittenen Nachrichten ein Unternehmensziel sein. Hierzu erhielt die vwd auf Grundlage des Gesellschaftervertrages Zugriff auf die Meldungen aus den Redaktionen der dpa sowie der DENA für den deutschen Wirtschaftsraum. Der Vertrag mit Reuters ermöglichte den Zugriff auf internationale Nachrichten, welche bei vwd für den spezifischen Informationsbedarf des deutschen Marktes überarbeitet wurden.
Daneben begann die vwd ein eigenes Redaktionsnetzwerk aufzubauen, um die spezifischen Bedürfnisse der Wirtschaft mittels eigener, ergänzender Recherchen besser bedienen zu können. Der Aufbau wurde 1950 mit der Einstellung eines Korrespondenten in Bonn begonnen. Die selbst erstellten Wirtschafts-Nachrichten wurden ab 1951 unter dem Kürzel „VWD“ auch von der dpa auch in ihren eigenen Basis Dienst eingebunden. Im Folgejahr erweiterte vwd sein Redaktionsnetz mit dem Aufbau eines Redaktionsbüros in Luxemburg, dem damaligen Sitz der Europäischen Gemeinschaft für Kohle und Stahl.

#### Geschäftsfeld: Versorgung mit Marktdaten
Neben den anderen Unternehmenszielen sah der Gründungsvertrag auch die zeitkritische Versorgung der deutschen Wirtschaft beziehungsweise der Kunden mit zeitnahen Nachrichten und Marktdaten.
Hierbei stand insbesondere die schnelle Versorgung im Vordergrund und damit auch die Frage der technischen Bereitstellung. In den 1950er Jahren wurde daher damit begonnen ein unternehmenseigenes Fernschreibernetz aufzubauen, welches in den folgenden Jahrzehnten laufend ausgebaut wurde. Im Jahr 1957 wurde über eine Standleitung auch der Comtel-Dienst von Reuters angeschlossen. Hiermit war die vwd in der Lage Nachricht und Marktdaten aus London zu empfangen und an die Kunden weiterzugeben. Im selben Jahr, nachdem das Unternehmen seinen Firmensitz in die Unterlindenau Straße verlagerte, liefen in der Zentrale allein 45 Fernschreiber.

### Einführung der Tickerdienste in den 1960ern
Mit dem Wachstum der deutschen Wirtschaft sowie dem technischen Fortschritt stiegen auch die Anforderungen an eine schnellere Versorgung der Kunden. Gleichzeitig stieg die Menge der zu verarbeitenden Nachrichten und Marktdaten laufend. Einen ersten Schritt zu einer schnelleren Informationsübermittlung erfolgte bei vwd 1965. Es wurde ein System von elektronisch gesteuerten Fernschreiber-Sonderdiensten geschaffen und zu sogenannten „Wirtschaftsticker-Programmen“ zusammengefasst. Wichtige Nachrichten ebenso wie Marktdaten wurden hierbei über mittels Telex und Standleitungen direkt als gedruckte Meldung an die Empfangsgeräte beim Kunden geliefert.
Die ersten Wirtschaftsticker-Dienste waren der „Metall-Ticker“ sowie der „Banken-Ticker“. Später wurde das Angebot auf 22 Ticker-Dienste ausgebaut, darunter auch der „Chef-Ticker“, der „Börsen Funk“ und der „Kurs-Funk“.
Die eingehenden Daten wurden dabei von vwd über verschiedene Kanäle empfangen – schriftlich, fernschriftlich oder auch telefonisch. Diese Informationen wurden von vwd anschließend spezifischen Ticker Programmen zugeordnet und kodiert. Anschließend lief die Übertragung über zwei Rundleitungen innerhalb Deutschlands übertragen. An definierten Knotenpunkten wurden die Informationen mittels der erfolgten Kodierung sortiert und per Standleitung an die Kunden geliefert. Damit konnte in den 1960er bereits eine kundenindividuelle Belieferung erreicht werden. Die Datenübertragung war dabei zunächst auf ca. 50 Baud begrenzt.
Eine weitere Innovation war die Nutzung von Langwellensendern. Die Datenübertragung konnte damit auf bis zu 600 Zeichen pro Minute (75 Baud) ausgebaut werden. Bis 1974 konnte die vwd 700 Kunden für den Ticker Dienst gewinnen und 250 für die teurere Funk Variante.

### Elektronische Daten in den 1970ern
Der erste richtige Computer war bei vwd ab 1973 im Einsatz um Aktienkurse und Preisinformationen zu Investmentfonds von deutschen Effektenbörsen zu übermitteln. Später folgten Rentenkurse, internationale Börsenkurse und Commodity Preisinformationen. Der Einsatz elektronischer Daten erlaubte auch interaktive Abfragen und Darstellung dieser Daten.
In dieser Zeit entstanden auch die ersten Terminal Systeme wie dem Videomaster oder auch dem Videoscan von Reuters. Vwd schloss in dieser Zeit einen Vertrag mit der Teledata AG ab und vertrieb ab 1979 eine spezielle Produktversion unter dem Namen „VWD-Investdata“. Damit konnte vwd erstmals unter eigenem Namen ein System zum Abruf von Kursen und Preisen vertreiben. Parallel begann vwd mit dem Vertrieb der Terminal Produkte von Reuters im Banken Umfeld. Die Provisionsumsätze machten Ende der 1970er nahezu 20 % der Unternehmensumsätze aus.

### Krise 1980 nach dem Ausstieg von Reuters
Im Jahr 1980 geriet die vwd in eine Notlage. Bereits 1976 hatte Reuters damit begonnen entgegen dem im Gesellschaftervertrag der vwd festgeschriebenen Konkurrenzausschluss sein eigenes Nachrichtenprogramm auch auf Wirtschaftsnachrichten auszuweiten. Gleichzeitig kündigte Reuters die Exklusivität der vwd für im Vertrieb der Produkte „Reuters Stockmaster“ und „Reuters Monitor“. Trotzdem bestand Reuters auf der Einhaltung eines Vertrages, welcher die Übertragungsgeschwindigkeit auf 75 Baud begrenzte. Unter diesen Gesichtspunkten entschied die Geschäftsführung die vollständige Kündigung der Nachrichtenverträge mit Reuters und schloss einen neuen Vertrag mit Dow Jones & Company über die Lieferung mit internationalen Nachrichten ab.
In der Folge dieses Streits entschied sich Reuters für den Verkauf seiner Anteile an der vwd und schied zum 14. Juli 1980 als Gesellschafter der vwd aus.
Der Streit mit Reuters hatte enorme Auswirkungen auf die vwd. Vor dem Ausstieg machten die Vertriebsprovisionen für die Reuters Terminal-Produkte bis zu 20 % des Umsatzes der vwd aus. Dieser Umsatz ging nach dem Streit mit Reuters in kürzester Zeit verloren, ebenso wie ein wesentlicher Teil des Kundenstammes in der Bankenbranche. Was folgte, war eine umfangreiche Restrukturierung, welche sowohl den Verkauf der Liegenschaften (Geschäftsgebäude) wie auch Reduzierung des Personalstammes umfasste. Um die weggefallenen Umsätze zu kompensieren, übernahm vwd nun auch den Vertrieb der Terminal Produkte von Dow Jones unter dem Namen „Telekurs Service“. Der Ausstieg und die Umstellung auf neue Techniken hatte auch signifikante Auswirkungen auf die Belegschaft. Zwischen 1974 und 1985 reduzierte sich die Belegschaft von 320 Mitarbeiter um die Hälfte. Vor dem Hintergrund der in den 1980ern in Deutschland stattfinden Verhandlungen um die Einführung einer 35-Stunden-Woche erfolgte auch bei vwd 1984 eine Urabstimmung durchgeführt, bei der sich 90 % der verbleibenden Mitarbeiter für einen Arbeitsstreik aussprachen. Der in der Folge ausgehandelte Tarifvertrag war der erste Haustarifvertrag in Deutschland der klar eine 35-Stunden-Woche beinhaltete.

#### Geschäftsfeld: Terminal/Ticker-Produkt
In Folge der Krise entschied sich die vwd dazu ein eigenes Terminal Produkt zur Verarbeitung und Verbreitung von Realtime Kursen zu entwickeln. Dabei konnte vwd zum einen auf seine Erfahrungen im Umgang und Vertrieb mit den Terminal Produkten von Reuters und Dow Jones setzen. Zum anderen konnte vwd auf Erfahrungen aus verschiedenen Projekten zurückgreifen. In den 70ern war die vwd an der Entwicklung eines Bildschirmtextsystems namens „ANITA“ beteiligt. Partner bei der Entwicklung waren die Deutsche Bundespost und die Verlagsgruppe Dornier. Das Projekt wurde allerdings Anfang 1980 eingestellt. Daneben gab es bereits erste Prototypen wie das Projekt „TIMA“ (Ticker Meldungen Abrufbar) oder den „VWD-Investdata“.
Das erste marktfertige Produkt „Video-Ticker“ wurde 1985 vorgestellt. Der erste eigene Ticker erreichte Übertragungsleistungen von 300 bis 1.200 Baud und verband 15 deutsche Ballungsräume per Standleitung. Das Produkt konnte sehr erfolgreich vertrieben werden und half so nach dem Ausstieg von Reuters erstmals wieder positive Jahresergebnisse zu erzielen.

### Erste Internationalisierung
Die positiven Ergebnisse sowie die negativen Erfahrungen der Abhängigkeit von Nachrichten- und Kurslieferanten entschied sich die vwd zu einer Internationalisierung. Dies bedeutete vor allem den Aufbau eines englischsprachigen Wirtschaftsdienstes sowie dem Aufbau eines Korrespondentennetzwerkes. Im Jahr 1991 unterhielt die vwd Büros in Brüssel, Paris, Mailand, Madrid, New York, São Paulo, Tokio, Sydney, Hongkong und Kuala Lumpur. Die Mitarbeiterzahl wuchs dadurch wieder auf bis zu 225 Mitarbeiter. Das Konzept erwies sich jedoch als nicht profitabel, so dass 1994 bereits die Schließung der Auslandsbüros eingeleitet wurde. Die Mitarbeiterzahl sank dadurch wieder auf 160.

### Übernahme der vwd durch Zeitungsverlage
Im Jahr 1994 vollzog sich ein einschneidender Wechsel in der Eigentümerstruktur. Die dpd hatte bereits in den 1980er begonnen eine eigene Wirtschaftsredaktion aufzubauen. Zwar belieferte vwd weiterhin die dpd mit Wirtschaftsnachrichten (mit dem Kürzel DPA/VWD im dpa-Basisdienst), jedoch sank das Interesse der dpd an einer Weiterführung der Beteiligung an vwd. Im Jahr 1994 wurde dann der Verkauf der vwd eingeleitet und sowohl die dpd als auch die DWD und die Gruppe der 29 Zeitungsverlage verkauften ihre Gesellschaftsanteile vollständig. Käufer war ein Konsortium bestehend aus Dow Jones & Company, Frankfurter Allgemeine Zeitung GmbH sowie Handelsblatt Media Group die alle jeweils 33 % der Anteile erwarben. Die Geschäftsführung übernahmen Michael Frank und, ab 1996, Edmund Keferstein. Letzterer blieb nur bis 1998 und wechselte dann zum Gesellschafter FAZ. Es rückte Spencer Bosse nach, der zuvor die technische Abteilung leitete.
Zur langfristigen Sicherung der Informationsbasis der vwd schloss Dow Jones zudem einen Vertrag mit der vwd über die Lieferung und den Austausch von Nachrichten. Mit dem Einstieg der neuen Eigentümer erfolgte auch eine Neuausrichtung von einer weitgehenden Nachrichtenagentur hin zu einem Dienstleistungs- und Technologieunternehmen.
Im Jahr 1996 gründete vwd zusammen mit der Deutschen Börse und Reuters die DGAP (Deutsche Gesellschaft für Ad-hoc Publizität). Aufgabe der Gesellschaft war es, einen Meldepflichservice für deutsche börsennotierte Unternehmen anzubieten. In der Folge wurde 1998 das neue Terminal Produkt und Realtime-Informationssystem „RC3“ vorgestellt. Im gleichen Jahr wurde die Tochtergesellschaft „vwd Information Services GmbH“ gegründet um als Kerngeschäft das transaktionsbezogene Geschäft der Vereinigten Wirtschaftsdienste GmbH zu entwickeln. Durch die Neuausrichtungen konnte die vwd ihren Umsatz auf ca. 40 Mio. EUR (80 Mio. DM) im Jahr 2000 steigern. Im Jahr 2001 erfolgte schließlich die strategische Neuausrichtung der vwd GmbH Geschäftsbereiche mit dem Kundenfokus Medien, Finanzdienstleister und Privatanleger.

#### Geschäftsfeld: Portfolio-Management
Im Jahr 1999 erwirbt der Anteilseigner der vwd, die Handelsblatt Media Group, 30 % der Geschäftsanteile der Firma „Market Maker Software AG“ in Kaiserslautern, welches bereits eng mit der vwd Group kooperiert. In den Folgejahren erfolgte eine Übertragung diese Anteile an die vwd sowie weitere Anteilskäufe durch die vwd sowie eine immer tiefergehende Kooperation der beiden Unternehmen Ab 2004 gehörte die Market Maker AG dann zu mehrheitlich zur vwd und 2009 wurde die 100 % Übernahme der Market Maker AG bekannt gegeben. Hauptprodukt der Market Maker AG war der „Portfolio Manager“, welcher anschließend als „vwd Portfolio Manager“ vermarktet wurde. Durch die Kooperation und spätere Übernahme konnte die vwd ihr Geschäftsfeld auf den Bereich des digitalen Portfoliomanagement für Wertpapierberatung und Vermögensverwaltung ausweiten.

### Erstes deutsches Handelssystem für Privatanleger
Im Jahr 2001 kooperierten die Börse Düsseldorf, Lang & Schwarz und die vwd Group um das erste Handelssystem für Privatanleger unter dem Namen „Quotrix“ zu starten. Die vwd Information Services GmbH konnte in die Kooperation ihre Erfahrung mit dem Produkt TradeLInk einbringen. 2002 erfolgte dann die Umbenennung der vwd Information Services GmbH in „Quotrix AG“, 2005 dann in vwd Transaction Solutions AG. Ebenfalls 2005 verkaufte Lang&Schwarz ihre Anteile an der Quotrixx AG an die anderen Gesellschafter.

### Firmenübernahmen in Deutschland
Im Jahr 1999 gründete die vwd zusammen mit der Firma „Sokoma Software-Konzepte + Marketing“ ein Joint Venture namens „Business Sector AG“. Kernaufgabe des neuen Unternehmens war die Entwicklung branchenspezifischer Online-Angebote, den Betrieb und die Vermarktung von Informations-Plattformen im Internet. vwd hielt bei Gründung 60 % an dem Joint Venture. Bis 2007 weitete vwd den Anteil auf 100 % aus und verschmolz das Unternehmen per Bekanntmachung vom 10. April 2007 auf die vwd GmbH.
Im Jahr 2001 erfolgte dann der Kauf der Firma „Gatrixx“ in Berlin. Gatrixx betrieb seit der Gründung 1998 mit mittlerweile 58 Mitarbeitern das Onlineportal „finanztreff.de“, musste aber 2001 Insolvenz anmelden. Vwd übernahm das Geschäft sowie die Hälfte der Mitarbeiter und führte das Unternehmen als „Gatrixx NetSolutions“ weiter.
Im Jahr 2002 erfolgt der Kauf der Mehrheitsanteile der Firma „gevasys“ in Aachen. Die 1994 gegründete Firma war im Bereich der Entwicklung strategischer Anwendungen im Finanzdienstleistungen, insbesondere kundenspezifischer Projekte, tätig. Über die Entwicklung eines eigenen Börseninformationssystems bestand bereits Kontakt mit der vwd. In der vwd Group übernahm die gevasys wesentliche Teile der Entwicklungen des vwd Marktdatenterminals. Im Folgejahr 2003 erweiterte die vwd sein Medienangebot durch die Übernahme des monatlich erscheinende Magazin Asia Bridge.

### Management Buy In und Aufspaltung der vwd Group 2004
Im Jahr 2004 erfolgte ein Verkauf der vwd an eine Investorengruppe um Edmund Keferstein. Herr Keferstein war bereits von 1996 bis 1998 Geschäftsführer bei der vwd und wechselte anschließend zur FAZ Gruppe. Hier wurde er im Rahmen einer Restrukturierung entlassen, bevor er als Mitinvestor 2004 wieder die Geschäftsführung der vwd Group übernahm. Die Investorengruppe umfasste den Private Equity Fond „Cornerstone“, die Investmentgesellschaft von SAP-Gründer Dietmar Hopp „DAH Beteiligungs GmbH“ sowie die Privatpersonen Edmund Keferstein und Spencer Bosse.
Im Rahmen des Management BuyIn wurde auch das Nachrichten und Newsletter abgespalten und an den vorherigen Gesellschafter Dow Jones veräußert. Dow Jones zahlte für den Geschäftsbereich eine Summe von 9,8 Mio. EUR bei einem Umsatz von geschätzten 18 Mio. EUR und einem EBITDA von 1,9 Mio. EUR. Mit dem Kauf wurden auch sämtliche mit dem Nachrichtengeschäft betrauten Mitarbeiter der vwd von Dow Jones übernommen. Dies betraf 120 der insgesamt 220 Mitarbeiter der vwd zu diesem Zeitpunkt. Ebenso wechselte der bisherige Geschäftsführer der vwd Group, Michael Frank, zu Dow Jones Newswire. Dow Jones konnte mit der Übernahme seine Aktivitäten auf dem europäischen Markt stark ausbauen. Der übernommene Nachrichtendienst lief zunächst unter dem Namen „Dow Jones-VWD News“. Die verbleibende vwd Group übernimmt nach der Aufspaltung ausschließlich der Geschäftsbereiche mit Datenterminals und Datenlieferungen inkl. Realtime. Die vorherigen Gesellschafter Handelsblatt und FAZ blieben als Kunden bei der vwd Group.
Im Folgejahr 2005 erfolgte dann auch der Verkauf der Tochtergesellschaft „DGAP“ an das RegTech Unternehmen EQS Group.

### Zweite Internationalisierung und Börsengang 2007
Im Jahr 2005 gab die vwd die Übernahme der Mehrheitsbeteiligung an der b.i.s. börsen-informations-systeme AG aus Schweinfurt bekannt. Die b.i.s. war ein Anbieter von Finanzinformationen mit Data-Broadcasting-Technologie, der seit 1999 im Neuen Markt gelistet war. Anschließend zur gab die vwd ein Pflichtangebot an die verbleibenden Aktionäre aus. Die b.i.s. erwirtschaftete 2004 mit 32 Mitarbeitern einen Umsatz von 5,7 Mio. EUR (11,4 Mio. DM) und einem EBT von 1,0 Mio. EUR (2,1 Mio. EUR).
Zum Jahresbeginn 2006 übernahm die vwd Group eine 51-%-Mehrheit an der „Lenz+Partner AG“. Die Lenz+Partner wurde 1990 gegründet und vertrieb eine Wertpapieranalyse- und Verwaltungssoftware für Privatanleger.
Zum Jahresende 2006 gab die vwd die Übernahme des Unternehmens „Fides Information Services“ bekannt, einem Schweizer Anbieter von Realtime-Services und Tochter der CS Group. Die Fides erwirtschaftete mit 33 Mitarbeitern im Jahr 2005 einen Umsatz von 8 Mio. CHF und verfügte über Niederlassungen in Zürich und Zweigstellen in Frankfurt, Paris und Lugano.
Im Jahr 2006 erreichte die vwd Group mit 330 Mitarbeitern einen Umsatz in Höhe von 54 Mio. EUR und ein EBIT von 7,5 Mio. EUR. Der Konzern unterhielt Büros in Frankfurt an Main, Berlin, Dortmund, Düsseldorf, Hamburg, Herzogenrath, Kaiserslautern, München, Rimpar, Schweinfurt, Stuttgart, Paris und Zürich.
Im Folgejahr, 2007, führte die vwd Group ihren ersten Börsengang durch. Mit Stand 23. Juli 2007 wurde die Verschmelzung der „vwd Vereinigte Wirtschaftsdienste GmbH“ auf ihre Tochter „b.i.s. börsen-informations-systeme AG“ in Rimpar vollzogen, womit die neue Gesellschaft die Börsennotierung der b.i.s. übernahm. Am 24. August wurde daraufhin die Umfirmierung der b.i.s. auf „vwd Vereinigte Wirtschaftsdienste AG“ vorgenommen. Das Börsenkürzel wurde von „bsj“ auf „vwd“ geändert, die WKN 520470 sowie A0TGM4 sowie die ISIN DE0005204705 sowie DE000A0TGM43 blieben erhalten.
Dem Börsengang folgend erfolgte 2007 eine Kapitalerhöhung sowie der Erwerb eines Kundenstammes der „Infobolsa Deutschland GmbH“. Zum Jahresende 2007 gab die vwd anschließend die avisierte Übernahme der „Tijd Niederlande B.V.“ mit den Tochtergesellschaften „Beursmedia NV“ und „Trustmedia NL B.V.“ bekannt und schloss diese Übernahme 2008 zu einem Kaufpreis von 7 Mio. EUR ab. Damit erweiterte die vwd ihr Angebot auf den niederländischen und belgischen Markt. 2008 erfolgte dann der Erwerb eines 40-%-Anteils an dem Schweizer Unternehmen „C&S Portfolio Consulting & Services AG“. Das 1992 gegründete Unternehmen betrieb eine bankenübergreifendes Portfoliomanagement Informationsplattform für Schweizer Kunden. Im Folgejahr erfolgte der Abschluss der Übernahme mit der Aufstockung auf 100 % der Anteile durch die vwd zu einem Gesamtkaufpreis von 11 Mio. CHF.
Als vorerst letzte Akquisition erwarb die vwd 2011 von IlSole 24 in Italien dessen Realtime Finanzdatenbereich Bereich mit einem jährlichen Umsatz von ca. 15 Mio. EUR und firmierte als vwd Italia. Als Outsourcing-Partner des Finanzinformationsgeschäfts von Il Sole 24 Ore S.p.A. erbringt die vwd group zunächst verschiedene technische Dienstleistungen, um im zweiten Schritt die vwd Produktwelt, basierend auf neuester Technologie und einem deutlich größeren Datenuniversum, im italienischen Markt einzuführen.

#### Geschäftsfeld: Rating
Im Februar 2009 gab die vwd bekannt 51 % der European Derivates Group (EDG AG) übernommen zu haben. Die EDG hatte zu diesem Zeitpunkt 20 Mitarbeiter und Niederlassungen in Schäftlarn, München und Frankfurt. Das Geschäftsbereiche der EDG waren Zertifikate-Ratings sowie Preisberechnungen und -plausibilisierungen von komplexen, strukturierten und illiquiden Wertpapieren.

### Übernahme durch Carlyle Hedgefonds 2012, Delisting und Service-Konsolidierung
Infolge der Finanzkrise war seit 2007 auch der Aktienkurs der vwd AG betroffen und in den folgenden Jahren stark gesunken. Ende 2011 wurde bekannt gegeben, das der Vertrag des bisherigen Vorstandsvorsitzenden, Edmund J. Keferstein, nicht verlängert wurde. Keferstein war in den vorherigen Jahren maßgeblich für die Internationalisierung und Akquisitionen verantwortlich gewesen. Durch den Aktionär Cornerstone wurde Herr Dahmen als neuer Geschäftsführer eingeführt. Cornerstone hatte zu diesem Zeitpunkt bereits den Wunsch geäußert seine Anteile an der vwd (37 %) veräußern zu wollen. Im Juni 2012 erfolgte dann die Bekanntgabe, dass die vwd sich durch die Berufung eines Top-Mangers von der Allianz, Herr Albrecht Kiel, verstärken wolle.
Im September 2012 erfolgte dann die öffentliche Bekanntgabe, dass der Hedgefonds Carlyle Group ein Übernahmeangebot zu einem Preis von 2,80 EUR je Aktie plane. Dies entsprach einem Kaufpreis von insgesamt 72 Mio. EUR. Für die Übernahme hatte Carlyle sich mit Edmund J Keferstein, dem vorherigen CEO, sowie Anteilseignern der vwd Tochter EDG zusammengetan. Carlyle hatte sich zum Zeitpunkt der Bekanntgabe bereits Zusagen über den Verkauf von 90 % der Aktien sichern können. Nach der Übernahme erfolgte die Widerberufung von Edmund J Keferstein als Vorstandsvorsitzender sowie Anfang 2013 die Berufung von Ralf Kauther als Finanzvorstand. Ebenfalls 2013 erfolgten nach Umsatz- und Gewinnwarnungen die Bekanntgabe von umfangreichen Restrukturierungen. Die vwd Group gab bekannt bis zu 50 Stellen (ca. 10 % der Belegschaft) einsparen zu wollen.
2014 wurde nach einem vor Gericht durchgesetzten Squeeze-out die Börsennotierung eingestellt. Im Oktober 2014 erfolgte die Umwandlung in eine GmbH.
In den ersten Jahren nach der Übernahme kam es zu einer Reihe an Wechseln in der Geschäftsführung der vwd Group und zum Teil stark sinkende Ergebnisse. Parallel baute die vwd Group ihr Geschäftsfeld auf den Bereich der Regulatorik aus und brachte mit dem „Template Manager“ und dem „Document Manager“ Produkte an den Markt, welche die Digitalisierung regulatorischer Anforderungen wie PRIIPs bietet. Seit 2015 kam es zu einer Stabilisierung und Wachstum der Unternehmensergebnisse. 2018 erzielte die vwd Group mit 402 Mitarbeitern bei einem Umsatz von 74,2 Mio. EUR ein EBIT von 11,4 Mio. EUR.

### Übernahme durch Infront Finance 2019 und Aufgabe Markenname vwd
Zum 11. April 2019 wurde bekanntgegeben, dass Carlyle ihre Anteile an der vwd im Auktionsverfahren verkauft hat. Käufer war die an der Osloer Börse notierte Infront Group, welche die vwd Group für einen Betrag von 130 Mio. EUR gekauft hat. Mit dem Zusammenschluss der vwd und Infront erfolgte schnell die Integration der vwd und die Realisation von Synergieeffekten. Im März 2020 wurde die Umbenennung der vwd Gesellschaften in Infront und damit die weitgehende Einstellung des Markennamens vwd bekanntgegeben. Die Gesellschaften und Produkte der vwd werden unter dem Namen Infront weitergeführt. Die Infront Group meldete in den ersten drei Quartalen 2020, nach der ersten Phase der vwd Integration, stark steigende Quartalsergebnisse.

## vwd in Zahlen, Daten und Listen

### Unternehmenssitz
- 1949 – 1957 Zeil 101, Frankfurt-Innenstadt
- 1957 – 1976 Unterlindau 21–29, Frankfurt-Westend
- 1976 – 2007 Niederurseler Allee, Eschborn
- 2007 – 2016 Tilsiter Straße, Frankfurt-Hausen
- 2016 – heute Mainzer Landstraße, Frankfurt-Gallus

### Geschäftsführer
- 1949 – 1954 Herbert Schwörbel
- 1954 – 1974 Hans Melchers
- 1974 – 1980 Günter Käckenhoff
- 1981 – 1994 Rolf Poppe
- 1994 – 1996 Bernard Sauer
- 1994 – 2004 Michael Frank
- 1994 – 1998 Edmund J. Keferstein (1. Berufung)
- 1998 – 2013 Spencer Bosse
- 2004 – 2011 Edmund J. Keferstein (CEO) (2. Berufung)
- 2007 – 2010 Joachim Lauterbach (Vertrieb)
- 2011 – 2012 Andreas Dahmen (CFO)
- 2012 – 2013 Albrecht Kiel
- 2012 – 2013 Edmund J. Keferstein (CEO) (3. Berufung)
- 2013 – 2016 Ralf Kauther (CEO, CFO)
- 2013 – 2015 Christian Hank (CSO)
- 2013 – 2014 Nikolas Helmreich
- 2014 – 2017 Martin Verlage (CTO)
- 2015 – 2017 Martin Gijssel (CEO)
- 2016 – 2017 Hanno Kowalski (COO)
- 2017 – 2019 Shiva Ramabadra (CEO)
- 2017 – 2020 Björn Döhrer (CPO)
- 2017 – 2020 Christian Mieth (CFO)
- 2014 – heute Udo Kersting (CPO, CSO, CEO)

### Wesentliche Gesellschafter
- 1949 – 1994 dpa
- 1949 – 1994 DENA
- 1949 – 1994 DWD
- 1951 – 1980 Reuters
- 1980 – 1994 Gruppe aus 29 Zeitungsverlagen
- 1994 – 2004 Dow Jones & Company (33 %)
- 1994 – 2004 Frankfurter Allgemeine Zeitung und GmbH (33 %)
- 1994 – 2004 Handelsblatt Media Group (33 %)
- 2004 – 2011 Cornerstone Capital AG (37 %)
- 2011 – 2012 Dietmar Hopp und Familie
- 2011 – 2012 Deutsche Balaton
- 2011 – 2012 Edmund Keferstein
- 2011 – 2012 Spencer Bosse
- 2012 – 2019 Carlyle Group (100 %)
- 2019 – heute Infront ASA (100 %)

### Konzerngesellschaften 2020
| Unternehmen                       | vwd Group seit | Beteiligung | Land        | ehemalige Firmierungen                                                                |
| --------------------------------- | -------------- | ----------- | ----------- | ------------------------------------------------------------------------------------- |
| Infront Financial Technology GmbH | 1949           | 100 %       | Deutschland | vwd Vereinigte Wirtschaftsdienste GmbH, VWD AG                                        |
| vwd Transaction Solutions AG      | 1999           | 60 %        | Deutschland | vwd Information Services GmbH, Quotrix AG                                             |
| Lenz+Partner GmbH                 | 2006           | 100 %       | Deutschland | Lenz+Partner AG                                                                       |
| Infront Financial Technology AG   | 2006           | 100 %       | Schweiz     | vwd Group Switzerland AG, vwd Information Solutions AG, FIDES Information Services AG |
| Infront Financial Technology B.V  | 2008           | 100 %       | Niederlande | vwd group Netherlands B.V, Tijd Niederlande B.V.                                      |
| Infront Financial Technology N.V  | 2008           | 100 %       | Belgien     | vwd group Belgium N.V, Beursmedia NV                                                  |
| Infront Quant AG                  | 2009           | 100 %       | Deutschland | EDG AG                                                                                |
| vwd Group Italia                  | 2011           | 100 %       | Italien     | ./.                                                                                   |
| vwd Group GmbH                    | 2012           | 100 %       | Deutschland | Vienna GmbH                                                                           |
| Infront Financial Technology SARL | 2019           | 100 %       | Luxemburg   | vwd Luxemburg SARL                                                                    |

### Ehemalige Konzerngesellschaften
| Unternehmen                                        | vwd Group seit | vwd Group bis | Land        | ehemalige Namen                         | Verbleib                                          |
| -------------------------------------------------- | -------------- | ------------- | ----------- | --------------------------------------- | ------------------------------------------------- |
| WIPRESS – Wirtschaftspressedienst GmbH             | unbekannt      | unbekannt     | Deutschland |                                         | Verkauf an Austria Presse Agentur                 |
| DGAP (Deutsche Gesellschaft für Ad-hoc-Publizität) | 1996           | 2005          | Deutschland | ./.                                     | Verkauf an EQS Group                              |
| Business Sector AG                                 | 1999           | 2007          | Deutschland | ./.                                     | Verschmelzung mit vwd AG                          |
| b.i.s. börsen-informations-systeme AG              | 2005           | 2007          | Deutschland | ./.                                     | Verschmelzung mit vwd AG                          |
| Market Maker Software AG                           | 2004           | -unbekannt-   | Deutschland | ./.                                     | Verschmelzung mit vwd AG                          |
| vwd Academy AG                                     | 2009           | -unbekannt-   | Schweiz     | European Derivatives Academy AG         | Verschmelzung mit vwd group Switzerland           |
| European Derivates Group AG                        | 2009           | -unbekannt-   | Schweiz     | ./.                                     | Verschmelzung mit vwd group Switzerland           |
| vwd NetSolutions GmbH                              | 2001           | 2018          | Deutschland | Gattrix GmbH, Finanztreff GmbH          | Verkauf an Börsenmedien AG                        |
| Finaix Solutions GmbH                              | 2002           | 2018          | Deutschland | Gevasys GmbH                            | Verkauf (MBO)                                     |
| vwd PortfolioNet Service AG                        | 2002           | 2020          | Schweiz     | PC&S Portfolio Services & Consulting AG | Verschmelzung mit Infront Financial Technology AG |

### Finanzdaten der vwd Group
Die Konzernabschlüsse der „vwd Vereinigte Wirtschaftsdienste“ wurden seit 2006 im Bundesanzeiger online veröffentlicht. Ab 2015 erfolgte die Veröffentlichung des Konzernabschlusses unter der Holding „vwd Group GmbH“. Seit 2019 ist die vwd Vereinigte Wirtschaftsdienste in den Konzernabschluss der an der Osloer Börse notierten Infront ASA integriert.
| Jahr | Mitarbeiter | Umsatz | EBITDA | EBIT | Ergebnis |
| ---- | ----------- | ------ | ------ | ---- | -------- |
| 2018 | 402         | 74,2   | 11,4   | 7,3  | 3,6      |
| 2017 | 401         | 74,8   | 7,3    | 3,1  | −0,6     |
| 2016 | 429         | 78,2   | 6,6    | 2,2  | −0,9     |
| 2015 | 441         | 78,8   | 4,5    | −1,1 | −3,2     |
| 2014 | 445         | 79,0   | 6,2    | 0,2  | −2,5     |
| 2013 | 475         | 80,8   | 4,9    | −1,9 | −2,1     |
| 2012 | 481         | 87,1   | 8,4    | 3,1  | −4,4     |
| 2011 | 463         | 80,9   | 9,1    | 4,0  | −2,2     |
| 2010 | 440         | 76,1   | 7,5    | 3,1  | 1,2      |
| 2009 | 328         | 79,2   | 9,6    | 5,7  | 2,9      |
| 2008 | 385         | 73,4   | 10,9   | 8,3  | 4,4      |
| 2007 | 338         | 65,1   | 7,2    | 5,3  | 2,3      |
| 2006 | 275         | 54,0   | 9,2    | 7,5  | 4,4      |
| 2000 | ./.         | 40,0   | ./.    | ./.  | ./.      |
| 1985 | 165         | ./.    | ./.    | ./.  | ./.      |
| 1974 | 320         | ./.    | ./.    | ./.  | ./.      |

## Persönlichkeiten
- Wilhelm Grotkopp nach dem Zweiten Weltkrieg war er Düsseldorfer Chefkorrespondent der vwd
- Walter Trautmann, nach dem Weltkrieg Chefredakteur bei vwd
- Fritz Wertheimer, Lateinamerika Korrespondent für die vwd
- Enno von Denffer ehemaliger Wirtschaftsjournalist bei der vwd
- Werner G. Hoffmann deutscher Zeitungsverleger, Bundesrichter und ehemaliger Aufsichtsratsvorsitzender bei vwd
- Stefan Wolf, ehemaliger Redakteur bei vwd
- Raimund Brichta, ehemaliger Redakteur bei vwd
- Hauke Reimer, ehemaliger Redakteur bei vwd
- Hans-Ulrich Jörges, ehemaliger Redakteur „Chef vom Dienst“ bei vwd
- Michael Tallai, ehemaliger stellvertretender Chefredakteur bei vwd
- Frank Lehmann, ehemaliger Redakteur bei vwd